# 鈴谷川
鈴谷川（すすやがわ、露:Сусуя）は、樺太豊栄郡豊北村の鈴谷岳山麓に端を発し、豊原市郊外を経て大泊郡千歳村の亜庭湾へと流れる、樺太の川である。
ソ連及びロシア連邦に編入された後も名前は受け継がれて現在に至っている。

## 支流
- 軍川
- 弓矢川
- 玉川
- 一番川
- 大沢川
- 清川
- 唐松川
- 十四松川